# Madhavaram

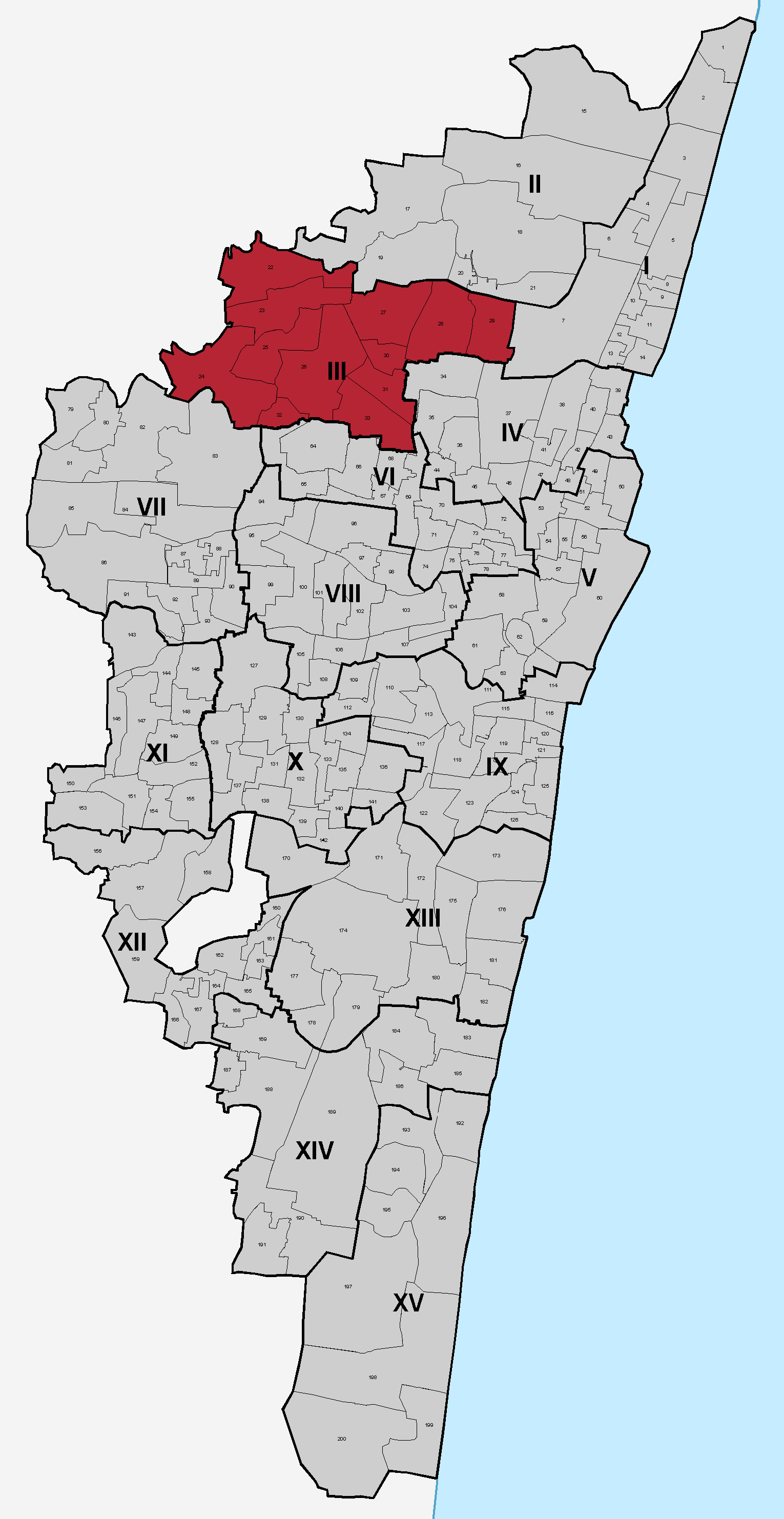
Lage der Zone Madhavaram in Chennai

Madhavaram (Tamil: மாதவரம் Mātavaram [ˈmaːd̪əʋarʌm], auch Madavaram, Mathavaram) ist ein Stadtteil von Chennai (Madras), der Hauptstadt des indischen Bundesstaats Tamil Nadu. Madhavaram bildet eine von 15 Zonen (zones) Chennais und umfasst zwölf Stadtviertel (wards).
Madhavaram liegt im Nordwesten Chennais rund elf Kilometer vom Stadtzentrum entfernt. Die Zone Madhavaram hat eine Fläche von 33,5 Quadratkilometern. Im Westen grenzt die Zone an den Puzhal-See, ein Wasserreservoir, das die Trinkwasserversorgung Chennais sichert, innerhalb Madhavarams liegt außerdem noch der kleinere Retteri-See. Durch die Expansion Chennais und den Bau neuer Wohnsiedlungen für die städtische Mittelklasse ist Madhavaram mittlerweile stark urbanisiert, einige Teilen der Zone sind aber noch ländlich geprägt. Madhavaram ist traditionell für seinen Mangoanbau und seine Molkereiwirtschaft bekannt. Durch Madhavaram führen der National Highway 5, die Hauptausfallstraße Chennais nach Norden, sowie die Umgehungsstraße, welche den National Highway 5 mit den National Highways 205 und 4 verbindet.
Bis 2011 war Madhavaram eine eigenständige Stadtgemeinde (municipality) mit einer Fläche von 17,4 Quadratkilometern und 118.525 Einwohnern (Volkszählung 2011). Die Stadt war Hauptort des Taluks Madhavaram im Distrikt Tiruvallur. Die Bevölkerungsentwicklung von Madhavaram war stark ansteigend: Zwischen 2001 und 2011 wuchs die Einwohnerzahl um 54,3 Prozent. Der Ort war aber längst mit Chennai zusammengewachsen und zu einem Teil der Agglomeration Chennai geworden. Durch die Stadterweiterung Chennais wurde Madhavaram auch administrativ in Chennai eingegliedert. Die ehemalige Stadtgemeinde Madhavaram bildet zusammen mit den ebenfalls eingemeindeten Städten Chinnasekkadu und Puzhal sowie den Gemeinden Kathirvedu, Surappattu und Puthagaram die Zone Madhavaram.